# モニカ・ゼタールンド

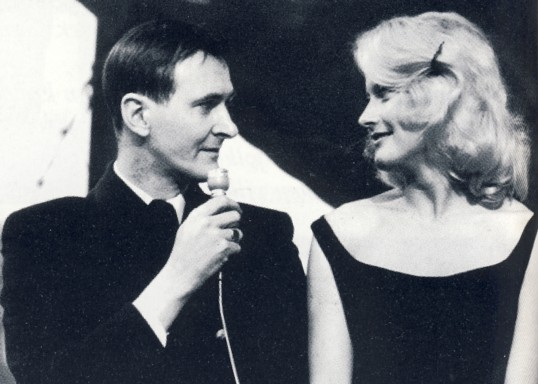
モニカ・ゼタールンド（右、1967年）

モニカ・ゼタールンド（Monica Zetterlund、1937年9月20日 - 2005年5月12日）は、スウェーデンの歌手・女優。本名は、Eva Monica Nilsson。優れたボーカリストとして知られ、特にジャズ作品が有名。

## 来歴
スウェーデンのヴェルムランド地方にあるハーグフォシュという小さな町で生まれる。幼い頃から、ビリー・ホリデイ、エラ・フィッツジェラルド、そして特にサラ・ヴォーンを聴いて育つ。ラジオやレコードからジャズを学び始めるが、最初は英語が分からないまま、メロディ、リズムやフィーリングを真似ていたという。
彼女のヒット曲は、「Sakta vi gå genom stan（Walking My Baby Back Homeのスウェーデン語カバーで、Walking slowly thorogh the (Stockholm) cityの意）」「Visa från Utanmyra」「Sista jäntan」「Trubbel」「Gröna små äpplen（Little Green Apples）」「Monicas vals（Waltz for Debby）」「Stick iväg」「Jack!（Hit the Road Jack)」「Att angöra en brygga」「Var blev ni av」「Måne över Stureplan (スティングの「Moon Over Bourbon Street」のカバー) 」「Under vinrankan（among many, many others)」など。生涯にわたって海外やアメリカのジャズ・ミュージシャン、作曲家の曲を歌ったほか、Evert Taube、Olle AdolphsonやPovel Ramelといったスウェーデンのシンガーソングライターの曲もたくさん取り上げた。共演者は、ルイ・アームストロング、ビル・エヴァンス、スタン・ゲッツ、スティーヴ・キューン、クインシー・ジョーンズなどの国際的なジャズ音楽家のほか、ゲオルク・リーデル、エギル・ヨハンセン、アルネ・ドムネラス、スヴェンド・アスムッセン、ヤン・ヨハンソンといった北欧のジャズメンなど。穏当で、はかなげで、詩的といった、彼女ならではのサウンドを引き出し、北欧ジャズの顔と言える存在となった。
1964年にビル・エヴァンスと録音したジャズ・アルバム『ワルツ・フォー・デビイ』が高い評価を受け、彼女自身も「自分のベスト」と語る出来で、誇りにしていた。スウェーデン代表として参加した1963年のユーロビジョン・ソング・コンテストでは、ジャズ・バラード「En gång i Stockholm (Winter City)」を歌ったが、最後まで歌い終えたものの、主に曲のジャンルがコンペティションにふさわしくないという理由で零点となってしまうが、スウェーデンではヒットした。多くの若いスウェーデン人シンガーから理想的人物と目され、北欧に巨大なファン層を持つ。スウェーデン人女性シンガーでは最高の一人であり、彼女のジャズ・レコーディングは世界レベルに達しているとされる。
酷い脊柱側彎症のため、1999年に引退を余儀なくされた。1997年には、長期にわたる最後のオフィシャル・ツアーを行った。その最終公演はスウェーデンのハルツフレッド・フェスティヴァルで、通常はロックやパンクバンドが出演する音楽フェスティバルだったにもかかわらず、若いロックオーディエンスにもモニカは愛された。晩年は、車椅子の生活を余儀なくされた。
2005年の5月12日、ストックホルムの自宅マンションにて発生した火災で、悲劇的な死を遂げる。
2013年、自伝的映画『ストックホルムでワルツを (Monica Z)』が公開された（日本での公開は2014年11月29日）。

## ディスコグラフィ

### アルバム
- Swedish Sensation (1958年)
- 『アー! モニカ!』 - Ahh! Monica (1962年)
- 『メイク・マイン・スウェディッシュ・スタイル』 - Make Mine Swedish style (1964年)
- 『ワルツ・フォー・デビイ』 - Waltz for Debby (1964年) ※ビル・エヴァンスと共演
- 『オー! モニカ!』 - Ohh! Monica (1965年)
- 『スウィート・ジョージー・フェイム』 - Monica Zetterlund (1967年)
- Monica - Monica (1971年)
- 『チキン・フェザーズ』 - Chicken Feathers (1972年) ※スティーヴ・キューンと共演
- Den sista jäntan (1973年)
- Hej, man! (1975年)
- It Only Happens Every Time (1977年) ※サド・ジョーンズ、メル・ルイス・オーケストラと共演
- Monica Zetterlund - Ur Svenska Ords Arkiv (1982年)
- Holiday for Monica (1983年)
- Monica Zetterlund sjunger Olle Adolphson (1983年)
- For Lester And Billie (1983年) ※レスター・ヤング & ビリー・ホリデイ・トリビュート
- Monica Z (1989年) ※Monica Z名義
- Varsamt (1991年) ※Monica Z名義
- Nu är det skönt att leva (1992年)
- Topaz (1993年) ※Monica Z名義
- Ett lingonris som satts i cocktailglas (1995年) ※6CD ボックス・セット
- 『ザ・ロスト・テープ』 - The Lost Tapes @ Bell Sound Studios NYC (1960年/1996年) ※1960年アメリカ録音発掘音源
- Det finns dagar (1997年)
- Bill Remembered (2000年) ※ビル・エヴァンス・トリビュート
- Z - Det bästa med Monica Zetterlund (2005年) ※ベスト・アルバム

## 主な出演映画作品
- Swedish Portraits (1964年) ※原題: Svenska bilder
- Docking the Boat (1965年) ※原題: Att angöra en brygga
- 『夜のたわむれ』 - Night Games (1966年) ※原題: Nattlek
- The Apple War (1971年) ※原題: Äppelkriget
- 『移民者たち』 - The Emigrants (1971年) ※原題: Utvandrarna
- The New Land (1972年) ※原題: Nybyggarna
- 『サッカー小僧』 - The Butt (1974年) ※原題: Fimpen
- Guttersnipes (1974年) ※原題: Rännstensungar
- Sweden for the Swedes (1980年) ※原題: Sverige åt svenskarna
- The Children from Blue Lake Mountain (1980年) ※原題: Barnen från Blåsjöfjället